# Сискова, Анна
Анна Сискова (чеш. Anna Sisková; род. 1 июля 2001, Оломоуц) — чешская профессиональная теннисистка. Победительница одного турнира WTA (2025) и трёх турниров WTA 125 в парном разряде; победительница 30 турниров ITF (7 — в одиночном разряде).

## Общая биография
Анна — потомственная теннисистка. Её мама — Катерина — также играла в протуре.

## Спортивная карьера
В 2020—2025 годах стала победительницей семи турниров ITF в одиночном разряде.
И в 2018—2024 годах стала победительницей ещё двух турниров WTA 125 и двадцати трёх турниров ITF в парном разряде.
В начале февраля 2025 года стала победительницей парного разряда турнира категории WTA 250 на чемпионате Трансильвании в Клуж-Напока (Румыния), где она вместе с бельгийкой Магали Кемпен в финала победила пару Жаклин Кристиан и Анжелика Морателли со счётом 6-3, 6-1.

## Итоговое место в рейтинге WTA по годам
| Год  | Одиночный рейтинг | Парный рейтинг |
| 2024 | 623               | 79             |
| 2023 | 342               | 89             |
| 2022 | 338               | 170            |
| 2021 | 271               | 264            |
| 2020 | 556               | 658            |
| 2019 | 565               | 774            |
| 2018 | 778               | 856            |
| 2017 | 1081              | 1194           |
| 2016 | —                 | 1008           |